# Schweitzer István
Schweitzer István (Németszentpéter, 1887. december 25. – Budapest, 1981. november 19.) magyar katonatiszt, vezérezredes, az 1. magyar hadsereg parancsnoka 1941-től 1942-ig.

## Élete
Schweitzer István 1887-ben született a Temes vármegyei Németszentpéteren római katolikus sváb családba, szülei Schweitzer János patkolókovács és Friesenhahn Magdolna voltak. Orosházán nevelkedett, itt végezte el a polgári iskola négy osztályát, majd 1902-től a nagyváradi m. kir. honvéd hadapródiskola diákja volt, melyet kitűnő eredménnyel végzett el. 1906-tól a m. kir. 5. honvéd gyalogezred hadpród-tiszthelyettese volt, majd 1907-ben hadnagy lett. 1910-11-ben a budapesti honvéd felsőbb tiszti tanfolyam, ezt követően 1914-ig a bécsi Hadiiskola hallgatója volt. 1912-ben főhadnaggyá léptették elő. Az első világháború idején vezérkari tisztként részt vett Przemyśl ostromaiban. 1915-től 1918 elejéig orosz hadifogságban volt, ezalatt századossá nevezték ki. Hazatérését követően vezérkari tisztként az olasz frontra helyezték. 
1918 decemberétől az önálló magyar Hadügyminisztérium munkatársa lett. 1919 őszétől a Nemzeti Hadsereg Fővezérségének szervezési osztályán, majd a szegedi katonai körlet parancsnokságán szolgált. 1920-től ismét a Hadügyminisztériumban dolgozott, 1922-től vezérkari őrnagyi rangban. 1924 és 1926 között a Hadiakadémia tanára volt, majd újra a Hadügyminisztérium munkatársa lett. 1925-ben vezérkari alezredessé, majd 1929-ben vezérkari ezredessé nevezték ki. 1929-től minisztériumi osztályvezető, majd 1933-tól a m. kir. Hadilevéltár dolgozója volt, ahol részt vett „A világháború 1914-1918” című kötet szerkesztésében. Ezután a 4. vegyesdandár 1. gyalogsági parancsnoka, a 7. vegyesdandár 1. gyalogsági parancsnoka, majd 1936-ban a Hadiakadémia parancsnoka lett. 1937-ben tábornokká léptették elő.
1939-ben a székesfehérvári II. hadtest parancsnoka lett, még ugyanebben az évben altábornaggyá nevezték ki. 1941. február 1-én átvette az 1. hadsereg parancsnoki posztját. Faragho Gáborral együtt Schweitzer vezette azt a küldöttséget, amely az 1848-49-es hadilobogókat vette át a szovjetektől Rákosi Mátyásért és Vas Zoltánért cserébe. Horthy Miklós kormányzó vezérezredessé, majd 1942-ben magyar királyi titkos tanácsossá nevezte ki. Tanácsára kérte nyugállományba helyezését egészségügyi okokra hivatkozva az alatta szolgáló Sólyom László százados (az eredeti ok Sólyom zsidó származása volt). Schweitzer 1942-ben egészségügyi okokra hivatkozva felmentését kérte, ekkor a kormányzó kérelmének helyt adott és a Magyar Érdemrend Nagykeresztjével tüntette ki. Novemberben nyugállományba helyezték. 
1945-ben a szovjetek letartóztatták, Kunszentmiklósra került, ahol Bethlen István és Werth Henrik társaságában raboskodott, majd mindhármukat a Szovjetunióba vitték. Schweitzer ismét orosz hadifogságba került, ahonnan 1948-ban tért haza. Rendfokozatát meghagyták és 50 százalékos nyugdíjat kapott, de ezt rövidesen megvonták. 1951 júniusában Budapestről Polgárra telepítették ki családjával együtt. Ekkoriban Tiszapalkonyán dolgozott kubikusként az erőmű építésénél. Ezidőtájt levélben kereste meg távoli rokonát, a Nobel-díjas Albert Schweitzert, aki közbenjárt érte Rákosinál (más forrás szerint Kádár Jánosnál), és a nyugalmazott  vezérezredes visszakapta budai házát. A házban később Benkei András belügyminiszter lakott. Schweitzer Budapesten hunyt el 1981-ben, 93 évesen.